# هوریکادووا
هوریکادووا (به لاتین: Hurikaduwa) یک منطقهٔ مسکونی در سری‌لانکا است که در استان مرکزی (سری‌لانکا) واقع شده‌است.